# Бадемовидно тяло
Бадемовидно тяло или амигдала (на латински: corpus amygdaloideum) представлява набор от ядра в мозъка, разположени в тясно сътрудничество помежду си.
Амигдалата е част от лимбичната система, която е отговорна за регулиране на емоциите в отговор на неприятни гледки, усещания, миризми. Амигдалата най-често се свързва с емоции като страх и тревожност, както и с чувството на удоволствие в отрицателен смисъл, т.е. на агресия.
Състояния като гняв, отбягване и определени защити се активират благодарение на амигдала. Тя е отговорна и за задействането на наследствените признаци на стреса. Лошото функциониране на амигдалата е свързано с тревожността, аутизма, депресията, нарколепсията, посттравматичния стрес, фобиите и шизофренията.
Правени са изследвания с маймуни, ненавършили шест месеца с повредена амигдала. В последващото си развитие те са показали лоша социална адаптация. И причината тук не е само в емоционалната проява на страх, но и във възможността да предугаждаш и да разпознаваш тази емоция у другите. Тази увреда се свързва с развитието на аутизма и социалната слепота.
Амигдалата играе ключова роля в изявата на такива важни емоции като страх, гняв, агресия, но и като център, който помага за бързо разпознаване на тези емоции у другите. По този начин тя е отговорна за реализацията на социалната активност у хората.